# 미국 상무부
미국 상무부(美國 商務部, United States Department of Commerce)는 경제에 관련된 업무를 하는 미국 정부의 행정기관이다.

## 역사
1903년 2월 14일에 상무노동부라는 이름으로 설립되었다. 1913년 3월 4일에 상무부로 개칭되어, 노동 문제에 관한 업무는 새롭게 설립된 노동부로 이관되었다.

## 기능 및 역할
미국 상무부는 한 해 예산이 110억 달러(약 15조3100억원)이며, 약 5만 명의 직원을 두는 거대 부처이다. 반도체 및 사이버보안, 특허 등을 총괄하고 감독하기도 하며, 산하에 인구조사국, 특허상표청 등 13개 조직을 두고 있다.
상무부에서 하는 주요 업무는 경제의 지속적 발전, 기술 경쟁력 촉진, 미국인들의 고용 창출 등 경제에 관한 업무를 하며, 산업 및 경제 정책을 총괄한다. 그리고 이 업무를 수행하기 위해서 필요한 자료 수집, 특허나 상표의 권리 부여, 공업 분야의 표준화를 추진하는 업무도 하고 있다.

### 조직 현황
- NOAA(미국 해양대기청)